# Conjunt de dues cases al carrer Vic, 12-14 (Sant Feliu de Codines)
El Conjunt de dues cases al carrer Vic, 12-14 és una obra historicista de Sant Feliu de Codines (Vallès Oriental) inclosa a l'Inventari del Patrimoni Arquitectònic de Catalunya.

## Descripció
Conjunt de dues cases entre parets mitgeres. Compostes de planta baixa i dos pisos. La coberta és a dues vessants acabada amb un ràfec que corona la façana de composició simètrica. La façana està construïda amb obra vista. Els elements formals i decoratius li donen un caràcter neogòtic.
Zona de nucli antic, en el seu entorn s'hi troben dos edificis representatius de l'arquitectura de finals del segle xix i primer terç del segle xx.